# Kameničná (Ústí nad Orlicí)
Kameničná é uma comuna checa localizada na região de Pardubice, distrito de Ústí nad Orlicí.